# Yakim Semenovich Somko
Yakym Seménovych Somkó nació en Pereyáslav, fue coronel cosaco de Pereyáslav y Hetman de la Sich de Zaporiyia, entre 1659 y 1663.

## Biografía
Nacido en una familia acomodada de Pereyáslav. En la década de 1620, Su padre, Semén Som, fue embajador en Moscú. En 1623, su hermana, Anna Seménovna Somkó, se casó con, el entonces joven, Bogdán Jmelnitski.
Durante la Rebelión de Jmelnitski (1648-1657), se unió al Regimiento cosaco de Pereyáslav, donde pronto se convirtió en centurión y luego ocupó temporalmente el puesto de Coronel. Luchó en varias batallas contra las tropas polacas y, en 1654, participó de la Rada de Pereyáslav. Después de eso, Jmelnitski lo envió más de una más de una vez con cartas al cuartel general del Zar.
Después de la muerte de Jmelnitski y la elección de Iván Vyhovsky como Hetman, se puso del lado de los descontentos con la política propolaca del nuevo hetman. Después que Vyhovsky reprimió, en 1658, el Levantamiento de Barabash y Pushkar, huyó a la Región del río Don, pero regresó un año después, convirtiéndose en el coronel cosaco de Pereyáslav.
Alineado con los rusos, al frente de un destacamento de 10.000 hombres, avanzó contra Vyhovsky y obtuvo victorias sobre él cerca de Lubní y Lójvitsia. Vyhovsky fue derrocado, pero los cosacos, contrariamente a sus esperanzas, no lo eligieron a él como hetman, sino a su sobrino Yuri Jmelnitski.
En noviembre de 1659, con su destacamento y las tropas de Vasili Borísovich Sheremétev, derrotó los partidarios de Vyhovsky, en la Batalla de Jmílnyk.

### Hetmanato
En octubre de 1660, tras perder la Batalla de Slobodysche, Yuri Jmelnitski juró lealtad al Rey Juan II Casimiro. De todos los starshynas cosacos, tres coroneles declararon lealtad al zar: Somkó, Vasili Nikíforovich Zolotarenko y Anikey Sílich. Con el apoyo de los regimientos de Cherníhiv y de Nizhyn, Somkó fue elegido como Hetman de Ucrania de la Margen Izquierda.
Jmelnitski envió una carta a Semén Gladkýi, el coronel asignado de Pereyáslav, con un llamamiento para oponerse a la guarnición rusa estacionada en Pereyáslav, pero Gladkýi no cumplió la petición de Yuri y, el 23 de octubre, cuando el Príncipe Borís Efímovich Myshetsky llegó a Pereyáslav, ordenó al coronel Semén Gladkýi y al coronel Somkó que declararan su lealtad al Zar Alejo I. En una carta a Yuri Jmelnitski, Somkó escribió:
“Me sorprende que tu misericordia, sin apoyar tu fe, rompa nuestra relación con la ortodoxia... No quiero rendirme a los polacos; Conozco y veo el amor del Lyaj [Polaco] y el Tártaro. Su señoría es todavía un hombre joven, no sabe lo que se hizo en los últimos años sobre las cabezas cosacas; pero la majestad real (el Zar) no exige ninguna extorsión y, habiendo iniciado una guerra con el rey, no escatima en su salud”.
En noviembre de 1660, comenzó la lucha por la orilla izquierda de Ucrania, enviando 4.000 cosacos contra Pryluky y Lubní, que estaban subordinados a Yuri Jmelnitski. En Pryluky, los cosacos arrestaron al coronel Fiódor Teréschenko y lo entregaron a Somkó. En Lubní, el coronel Stefan Shamritsky dijo falsamente que se sometía a la autoridad  de Somkó y, en diciembre de 1660, volvió a ponerse del lado de Jmelnitski.
Las tropas dirigidas por: Fiódor Ivánovich Zhuchenko, el coronel de Poltava; y Pável Trofímovich Zhivotovsky, el coronel de Haidach, permanecieron leales a Yuri Jmelnitski y atacaron a Oleshnya y Lebedín. El 15 de diciembre de 1660, un destacamento dirigido por Grigori Ivánovich Kosagov derrotó las tropas de los coroneles cosacos Pável Zhivotovsky, Yatskó Cherkás e Iván Dyachenko, pero no pudo recuperar Haidach.
Sin embargo, en 1661, los cosacos de Haidach, al mando de Krysko Semyónovich, juraron lealtad a Somkó. Al mismo tiempo, los regimientos de Mýrhorod y Lubensky también juraron lealtad a Somkó. El 17 de septiembre de 1661, Vasili Shimán-Shimanovsky, el coronel cosaco de Zinkiv, juró lealtad a Somkó. También en 1661, coronel Pável Trofímovich Zhivotovsky, el antiguo coronel cosaco de Haidach, ya no apoya a Jmelnitski y pidió a Somkó que lo aceptara en su servicio.
Entre agosto de 1661 y julio de 1662, los cosacos leales a Somkó, junto con las tropas rusas bajo el mando de Vasili Volkonski-Veriguin, el jefe de la guarnición rusa de Pereyáslav, repelieron varios ataques contra de Pereyáslav por parte del ejército cosaco de Ucrania de la Margen Derecha, dirigido por Yuri Jmelnitski, y sus aliados de Crimea. El más largo de ellos fue un asedio de dos meses, de octubre a diciembre de 1661. En julio de 1662, Somkó obtuvo una victoria decisiva contra las tropas de Jmelnitski, en la Batalla de Kániv.
Por otro lado, en octubre de 1661, Iván Bryujovetsky fue elegido Hetman de la Sich de Zaporiyia y quien se acercó al obispo Metodio y comenzó una pelea con Somkó por la maza. Entonces Bryujovetsky envió emisarios a Moscú para decir que Somkó era una persona poco confiable y estaba planeando una traición.
En 1662, Somkó fue elegido Hetman en la Rada de Kozelets. Sin embargo, su reconocimiento por el Zar Alejo I se vio comprometido por las denuncias de Bryujovetsky.

### Muerte
En junio de 1663, Bryujovetsky fue elegido Hetman de Ucrania de la Margen Izquierda, en la "Rada Negra" en Nizhyn. El representante del Zar Alejo I en la Rada era el Príncipe Daniil Stepánovich Velikogaguin que apoyaba a Bryujovetsky. Somkó también trajo regimientos a la Rada y estaba preparado para un enfrentamiento violento, pero sus cosacos dudaron cuando vieron que el Príncipe Daniil estaba en contra de ellos. Entonces, muchos empezaron a pasarse al lado de Bryujovetsky.
Somkó amenazó no reconocer tales “elecciones” y quejarse ante Moscú. Esta actitud enfureció al Príncipe Daniil, que ordenó el arresto del ahora ex hetman y de su séquito.
Tres de los líderes cosacos más leales a Rusia: Somkó, Sílich y Zolotarenko, fueron arrestados y condenados a muerte. La razón formal del veredicto fue: la relación de Somkó con Pavló Teterya, el Hetman de Ucrania de la Margen Derecha. Según Nikolái Kostomárov, la primera acusación tenía cierta base: de las cartas de Pavló Teterya al Rey Juan II Casimiro se desprende claramente que antes de la "Rada Negra", Somkó negoció con Teterya sobre la anexión de Ucrania de la Margen Izquierda a la República de las Dos Naciones.
El 18 de septiembre de 1663, Somkó fue ejecutado en Borzna.